# Aargauer Zeitung
L'Aargauer Zeitung è un quotidiano svizzero in lingua tedesca del Canton Argovia e delle zone limitrofe, con sede ad Aarau. Dal 1º Ottobre 2018 è pubblicato da CH Media, una joint venture fra NZZ Mediengruppe e AZ Medien. In precedenza era di proprietà di AZ Medien.

## Storia
Il giornale venne fondato il 4 novembre 1996 dalla fusione dell'Aargauer Tagblatt e del Badener Tagblatt. La redazione ha sede ad Aarau, dove viene stampato anche il giornale.
Nel 2018 la società proprietaria AZ Medien incluse l'Aargauer Zeitung e gli altri giornali di sua proprietà facenti parte di az Nordwestschweiz nella joint venture CH Media, fondata assieme a NZZ Mediengruppe. Le due società possiedono quote identiche. La joint venture comprende anche i giornali regionali del gruppo media NZZ, ovvero St. Galler Tagblatt e Luzerner Zeitung. CH Media ha cominciato le sue attività il 1º ottobre 2018.

## Attività

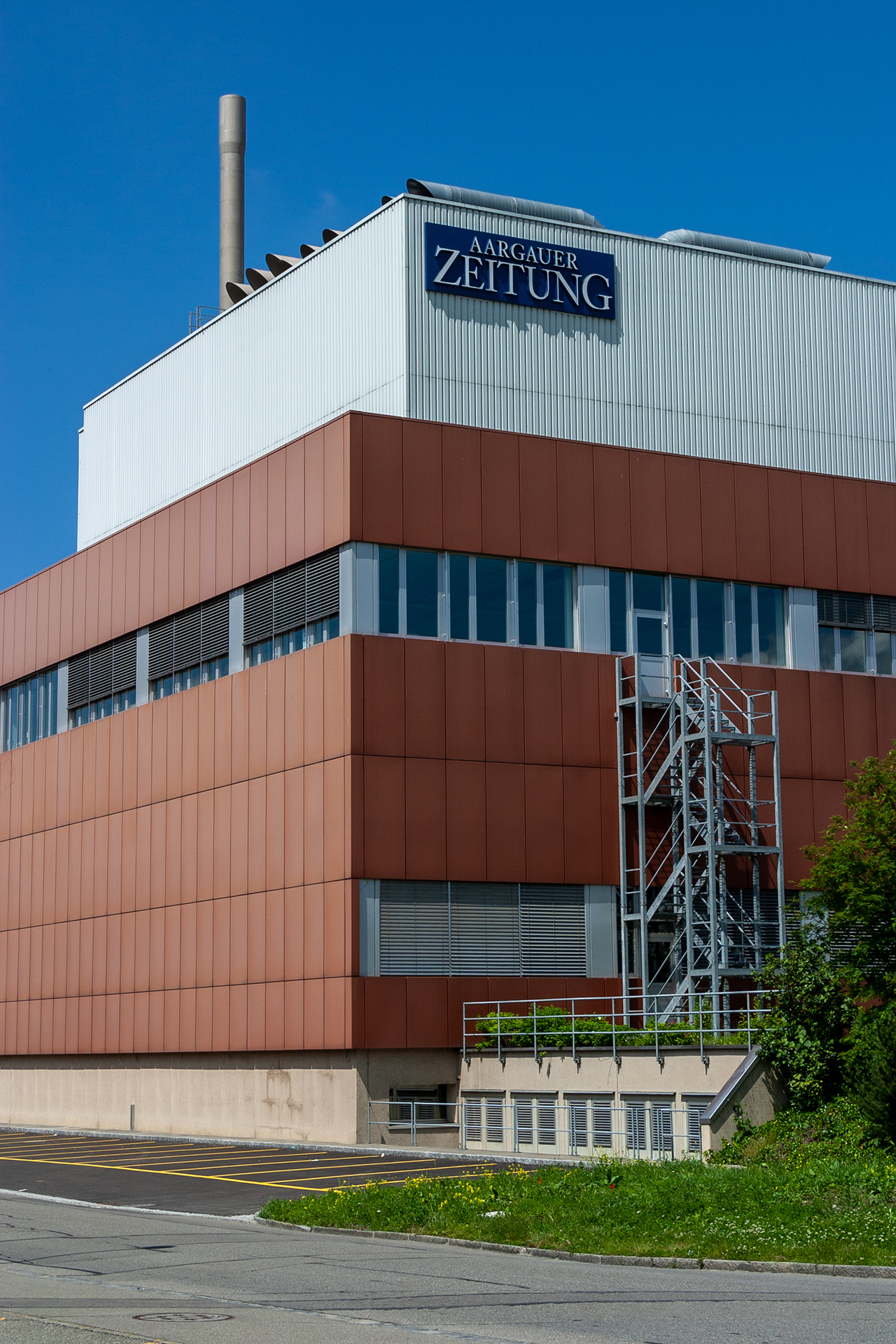
Sede del giornale

L'Aargauer Zeitung fa parte di un consorzio di quotidiani chiamato az Nordwestschweiz, da cui riceve anche le notizie a livello nazionale e internazionale. La cronaca locale è disponibile in quattro diverse edizioni per le regioni di Aarau, Baden/Brugg, Freiamt e Fricktal.
A partire dal 31 ottobre 2014 il quotidiano della regione di Baden esce nuovamente con il nome Badener Tagblatt. L'edizione domenicale Schweiz am Sonntag (chiamato Sunday fino al 2013) fu pubblicato dal az Nordwestschweiz dal settembre 2007 al febbraio 2017, e quindi anche dell'Aargauer Zeitung. Al suo posto dal 4 marzo 2017 viene pubblicata ogni sabato un'edizione ampliata per i quotidiani del consorzio chiamata Schweiz am weekend.